# Lomax (автомобильный набор)

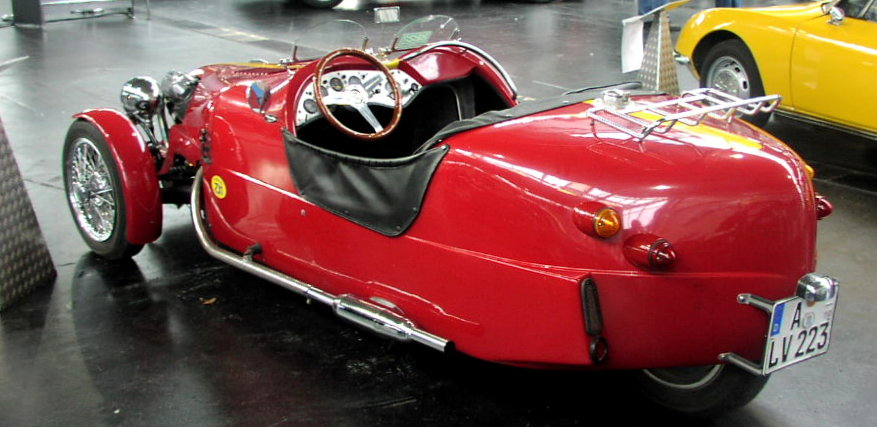
Lomax (образца 1997 года).

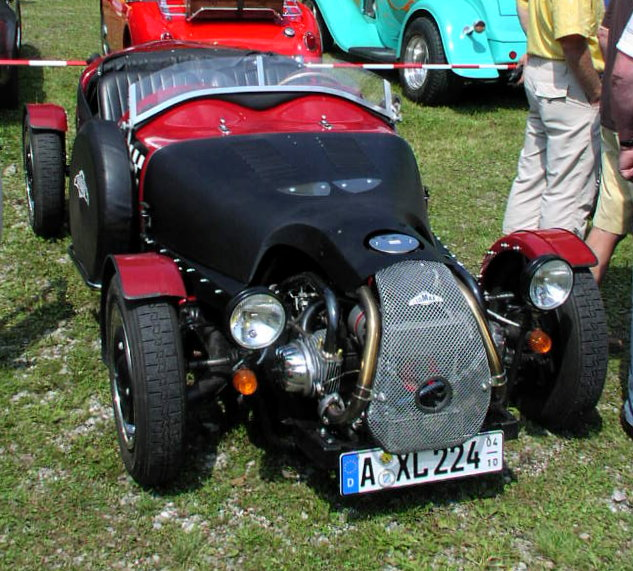

Lomax —  британский компонентный автомобиль на базе узлов и агрегатов Citroën 2CV. Производится с 1982 года, разработан Lomax Motor Co. из Виллоугтона, Гейнсборо графства Линкольншир.
В конце 1980-х производство было передано Mumford Motor Co., расположенному в Джигг Милл, Нейлсворт, графство Глостершир, где данная модель производилась до начала 1990-х годов. В 2009 году автомобиль был передан заводу Cradley Motor Works в Санкт-Леонарде-Он-Си в Восточном Сассексе.
Он был разработан Найджелом Воллом. С начала 1990-х производство было продано также в Голландию (производится как Burton) и Германию.